# 나주여자중학교
나주여자중학교는 전라남도 나주시 남산길 10 (죽림동)에 있었던 중학교이다. 폐교 후에는 현재 나주중학교가 들어와 있다.

## 연혁
- 1960년 4월 7일 나주여자중학교 개교(설립인가 2월 28일)
- 1968년 2월 23일 죽림동 교사로 이전(나주중앙국민학교와 교사 교환)
- 1974년 1월 5일 숙직실, 변소 3동, 관사 준공
- 1976년 12월 17일 급수시설 준공
- 1977년 1월 20일 창고 및 양호실 준공
- 1998년 3월 1일 나주중학교와 통합